# Kœur-la-Petite
Kœur-la-Petite è un comune francese di 297 abitanti situato nel dipartimento della Mosa nella regione del Grand Est.

## Storia

### Simboli
Lo stemma riprende il blasone di François Barrois, barone di Manonville, sotto il quale la signoria di Koeurs fu elevata a contea nel 1717.
Gli smalti azzurro e oro sottolineano che un tempo Kœur-la-Petite era un territorio del Barrois mouvant, all'interno del Ducato di Bar (d'azzurro, seminato di croci ricrociate dal piede aguzzo d'oro, a due barbi addossati dello stesso).

## Società

### Evoluzione demografica
Abitanti censiti